# Publy
Publy là một xã trong vùng hành chính Franche-Comté, thuộc tỉnh Jura, quận Lons-le-Saunier (quận), tổng Conliège. Tọa độ địa lý của xã là 46° 37' vĩ độ bắc, 05° 38' kinh độ đông. Publy nằm trên độ cao trung bình là 525 mét trên mực nước biển, có điểm thấp nhất là 471 mét và điểm cao nhất là 669 mét. Xã có diện tích 15.18 km², dân số vào thời điểm 2005 là 288 người; mật độ dân số là 19 người/km².

## Thông tin nhân khẩu
| 1962 | 1968 | 1975 | 1982 | 1990 | 1999 |
| ---- | ---- | ---- | ---- | ---- | ---- |
| 289  | 290  | 248  | 281  | 287  | 262  |

## Địa điểm tham quan
Nhà thờ giáo khu Saint-Nicolas trong Publy được xây dựng trong thế kỉ thứ 15.